# Star Trek: Stacja kosmiczna
Star Trek: Stacja kosmiczna (tytuł oryginału: Star Trek: Deep Space Nine, w skrócie DS9) – trzeci telewizyjny serial z serii Star Trek. Jego akcja została umieszczona na stacji kosmicznej, a tłem wydarzeń jest zakończenie okupacji planety Bajor przez Kardasjan. Serial wyprodukowano w Paramount Pictures, pierwsza emisja telewizyjna trwała od 3 stycznia 1993 roku do 2 czerwca 1999 roku. Jest to pierwszy serial z cyklu Star Trek, który nie został stworzony przez Gene’a Roddenberry’ego. W Polsce, serial był emitowany przez Polsat od 1998 .

## Fabuła
Tytułowy Deep Space Nine to stacja kosmiczna stworzona przez Kardasjan, ale znajdująca się pod wspólną kontrolą Federacji i Bajoran. Dzięki sąsiadującemu tunelowi podprzestrzennemu, który nadaje stacji ogromne znaczenie strategiczne, stacja staje się teatrem wojen, konfliktów i wielu innych nietypowych sytuacji, rzadko spotykanych w dotychczasowych serialach Star Trek.
Stacją dowodzi komandor (od sezonu IV kapitan) Benjamin Sisko. Jego pierwszym oficerem jest Bajoranka Kira Nerys, której partyzancka przeszłość rzutuje znacznie na rozwój wypadków na stacji. Za porządek na DS9 odpowiada zmiennokształtny Odo, którego rasa doprowadza do wybuchu największej wojny w historii Zjednoczonej Federacji Planet. Rolę oficera naukowego pełni Jadzia Dax, przedstawicielka symbiontycznej rasy Trill. W ostatnim sezonie zamordowaną Jadzię zastępuje Ezri, która przejmując symbionta Dax, dysponuje całą wiedzą i wspomnieniami Jadzii. Lekarzem stacji jest Julian Bashir, człowiek poddany ulepszeniom genetycznym. Głównym inżynierem i dowódcą operacji jest Miles O’Brien, znany z Następnego pokolenia. W 4 sezonie serialu do załogi dołącza Worf, który stracił stanowisko szefa ochrony na Enterprise-D wraz ze zniszczeniem statku w pełnometrażowym filmie Star Trek: Pokolenia.
Na stacji przebywają również cywile, m.in. syn kapitana Jake Sisko, chciwy barman - Ferengi Quark, tajemniczy Kardasjanin - krawiec Garak oraz wielu innych.
Klimat serii DS9 początkowo charakteryzował się baśniową, senną, przez większość fanów uznawaną za nudną fabułą. Dopiero gdy twórcy wykonując śmiały ruch umieścili stację w centrum zbrojnego konfliktu, wyposażając ją w statek bojowy Defiant serial zyskał na rozmachu a w oczach wielu fanów urósł do najbardziej dojrzałego i interesującego ze wszystkich seriali spod znaku Star Trek. Dużą rolę w poprawie oglądalności DS9 odegrał Ronald D. Moore, wprowadzając charakterystyczny dla swojej twórczości mroczny klimat ciągłego zagrożenia i nieuniknionej zagłady wiszącej nad bohaterami.

## Obsada
| Aktor            | Postać                                                     |                              |
| ---------------- | ---------------------------------------------------------- | ---------------------------- |
| Avery Brooks     | komandor porucznik/ komandor Benjamin Sisko                |                              |
| Nana Visitor     | major / pułkownik Kira Nerys                               |                              |
| René Auberjonois | konstabl Odo                                               |                              |
| Michael Dorn     | komandor podporucznik Worf (od sezonu IV)                  |                              |
| Terry Farrell    | kapitan / komandor podporucznik Jadzia Dax (sezony I - VI) |                              |
| Colm Meaney      | szef Miles O’Brien                                         |                              |
| Alexander Siddig | porucznik / kapitan, doktor Julian Bashir                  |                              |
| Nicole de Boer   | podporucznik /porucznikEzri Dax (sezon VII)                |                              |
| Armin Shimerman  | Quark                                                      |                              |
| Cirroc Lofton    | Jake Sisko                                                 |                              |
| Max Grodénchik   | Rom                                                        |                              |
| Aron Eisenberg   | Nog                                                        | kadet/podporucznik/porucznik |
| Andrew Robinson  | Elim Garak                                                 |                              |
| Marc Alaimo      | Gul Dukat                                                  |                              |
| Louise Fletcher  | Kai Winn                                                   |                              |
| Jeffrey Combs    | Weyoun, Brunt                                              |                              |

W pozostałych rolach i epizodach wystąpili m.in.: Louise Fletcher, Michael Ansara, Tim Russ, Leland Orser, Bill Smitrovich, Patrick Stewart, John de Lancie, James Cromwell, Charles Napier, Fionnula Flanagan, Vanessa Williams, Jonathan Frakes, Robert Picardo, Iggy Pop.

## Odcinki
| Sezon    | Liczba odcinków | Tytuł pierwszego odcinka       | Data emisji pierwszego odcinka | Tytuł ostatniego odcinka       | Data emisji ostatniego odcinka |
| -------- | --------------- | ------------------------------ | ------------------------------ | ------------------------------ | ------------------------------ |
| Pierwszy | 20              | Emissary, Part I               | 3 stycznia 1993                | In the Hands of the Prophets   | 20 czerwca 1993                |
| Drugi    | 26              | The Homecoming                 | 26 września 1993               | The Jem'Hadar                  | 12 czerwca 1994                |
| Trzeci   | 26              | The Search, Part I             | 26 września 1994               | The Adversary                  | 19 czerwca 1995                |
| Czwarty  | 26              | The Way of the Warrior, Part I | 2 października 1995            | Broken Link                    | 17 czerwca 1996                |
| Piąty    | 26              | Apocalypse Rising              | 30 września 1996               | Call to Arms                   | 16 czerwca 1997                |
| Szósty   | 26              | A Time to Stand                | 29 września 1997               | Tears of the Prophets          | 17 czerwca 1998                |
| Siódmy   | 26              | Image in the Sand              | 30 września 1998               | What You Leave Behind, Part II | 2 czerwca 1999                 |